# VLT AB
VLT AB, tidigare Vestmanlands Läns Tidnings AB, även kallad VLT-koncernen, var en svensk tidningskoncern. Huvuddelen av koncernen ingår idag i Bonnier News Local.
Basen i företaget var den i Västerås utgivna Vestmanlands Läns Tidning. Under 1970- och 1980-talet köpte man upp de ledande konkurrerande lokaltidningarna i Västmanlands län samt Elfsborgs Läns Allehanda och Trollhättans Tidning. Även tryckerier och satsningar på radio och TV ingick i koncernen.
VLT AB kontrollerades av familjen Pers fram till år 2004, när det uppgick i ett ägarkomplex lett av Stampen. Därefter deltog VLT-bolaget i olika affärer som gjorde att ytterligare tidningar kom att ingå i företaget, innan det mesta av verksamheten uppgick i företaget Promedia år 2007.

## Historia
Anders Pers köpte Vestmanlands Läns Tidning 1898 och drev den framgångsrikt i flera decennier därefter. År 1934 omvandlades VLT till ett aktiebolag.
År 1970 kunde Anders Yngve Pers genomföra två tidningsköp i Västra Mälardalen.
I januari 1970 sålde Carl Salomonsson tidningen Bärgslagsbladet till VLT. Senare samma år köptes även Arboga Tidning.
År 1976 bildas Liberala Tidningar KB för att köpa Nerikes Allehanda och relaterade tidningar från familjen Ljung. VLT och flera andra stora regionala tidningar ägde bolaget tillsammans. Liberala Tidningar KB ombildades till LT Liberala Tidningar AB på 1990-talet.
År 1981 valde familjen Bengtsson, som ägde flera tidningar i Dalarna, att sälja sitt tidningsinnehav i Västmanland till VLT. Köpet bestod av tre tidningar: Sala Allehanda, Fagersta-Posten och den i södra Dalarna utgivna Avesta Tidning. Bolagsmässigt bestod köpet av företaget Lidmanpressen AB och dotterbolaget Ågren & Holmbergs Boktryckeri AB, där dagstidningarna låg i det senare. Hösten 1982 flyttades VLT:s och Fagersta-Postens redaktioner i Fagersta och Norberg till gemensamma lokaler i båda orterna.
I maj 1985 noterades VLT på OTC-listan som det första dagstidningsföretaget att handlas där. Familjen Pers kontrollerade fortsatt bolaget.
I oktober 1985 köpte VLT hälften av Tvåstads Tidnings AB som gav ut Trollhättans Tidning och Elfsborgs Läns Allehanda. Först ägdes andra hälften av Bohusläningen. Den 31 december 1987 blev VLT ensam ägare till dessa tidningar.
Vestmanlands Läns Tidning och länets lokaltidningar fortsatte inledningsvis konkurrera efter att de hamnat under samma ägare, men under 1991 drog Västeråstidningen in flera lokala redaktioner och den publicistiska konkurrensen minskade.
Vid årsskiftet 1994/1995 bildades Ingress Media som omfattade koncernens lokaltidningar i Västmanland (inklusive Avesta Tidning men undantaget tidningen VLT). Bolaget bildades genom att Bbl/AT överfördes till Ågren & Holmbergs Boktryckeri AB som bytte namn till Ingress Media AB.
Under 1995 ändrades även moderbolagets firmanamn formellt till VLT AB. Utgivningen av VLT flyttades till ett dotterbolag som fick namnet Vestmanlands Läns Tidnings AB (org.nr. 556079-2797). Under 1995 blev VLT även delägare i Dagens Politik. Denna tidning lades ner i februari 1997. Den 1 januari 1997 bolagiserades distributionsverksamheten i VLT-bolaget som VLT Distribution AB.

### Hjörne
År 2000 trädde familjen Hjörnes bolag Stampen in som större ägare genom köp av Gefle Dagblad-koncernens och Nerikes Allehandas innehav. GD-koncernen hade genom bolaget Allehanda AB varit en av de största ägarna i VLT under 1990-talet, utöver släkten Pers och Länsförsäkringar Bergslagen.
År 2004 utkämpas en strid om kontrollen över VLT. Bolaget Mediaintressenter PLMS AB bildas av Stampen, Morgonpress Invest (ägt av familjen Hjörne och familjen Hörlings Lidköpingspress), Länsförsäkringar Bergslagen och delar av släkten Pers. De tar under protester från andra delar av släkten Pers kontroll över VLT i syfte att genomföra strukturella förändringar.
År 2005 deltog VLT i uppdelningen av Centertidningar. Därigenom kom man att äga dagstidningarna Norrtelje Tidning, Länstidningen Södertälje, hälften av Södermanlands Nyheter samt fådagstidningarna Nynäshamns Posten, Lidingö Tidning och Idrottsbladet Motorsport (den sistnämnda såldes snart av). I samband med affären såldes även tryckeriet VLT Press till VTAB.
Den 25 augusti 2006 avnoterades VLT-aktien från Stockholmsbörsens O-lista.
Nya dotterbolaget Rubrik Media i Stockholm, som publicerade Nynäshamns Posten och Lidingö Tidning, började den 3 oktober 2006 ge ut Täby Danderyd Tidning.

### Sammanslagning med Nerikes Allehanda/Liberala Tidningar
I januari 2007 sålde Länsförsäkringar Bergslagen sitt innehav i Mediaintressenter till Stampen.
Den 20 april 2007 meddelade Liberala Tidningar/Nerikes Allehandas ägare Stampen, VLT, MittMedia (tidigare Gefle Dagblad), Eskilstuna-Kuriren och Dalarnas Tidningar (tidigare Falu Kuriren) en omfattande affär som innebar att VLT och Liberala Tidningar slogs ihop till ett nytt bolag kallat Liberala Tidningar i Mellansverige. Affären godkändes av Konkurrensverket efter två månader.
Huvuddelen av VLT:s tidningar fördes över till Tidningsbolaget Promedia i Mellansverige AB. Undantagna var:
- TTELA, sålt till Mediabolaget i Västsverige (kontrollerat av Stampen).
- Södermanlands Nyheter, där VLT:s andel såldes till Eskilstuna-Kuriren.
- Även ägandet i Hallandsposten gick till Stampen.[31]

Större minoritetsägare i VLT, som Herenco, Lejonälvan och medlemmar i familjen Pers köptes ut av Liberala Tidningar under 2008 varefter LT kontrollerade 92,7 procent av kapitalet och 96,9 procent av rösterna i VLT. Den 26 september påkallades tvångsinlösen och den 31 oktober avregistrerades VLT från aktiemarknaden First North.
Efter affären fanns bolaget VLT AB (org. nr. 556032-9467) kvar i en tid som huvudägare till Promedia. Promedia såldes till Mittmedia år 2015. Den 6 juli 2016 ansökte VLT AB om konkurs.

## VLT Press
Utöver de egna dagstidningarna utförde VLT Press även beställningstryck. Ica-kuriren var ett särdeles långvarigt uppdrag och trycktes av VLT från starten 1942 fram till 1995. Uppdraget kom även att inbegripa andra tidningar från Ica, såsom Ica-nyheter. VLT Press tryckte även en del av Aftonbladets upplaga och Sveagruppens tidningar. Den 1 januari 1987 omvandlades VLT Press till ett dotterbolag efter att tidigare ha legat under moderbolaget.
Under 1991 tryckte man Tidningen Folket, Örebro-Kuriren och Karlskoga-Kuriren. Från 1991 var man tryckeri för Dagen och Kommun-Aktuellt.
I september 1991 koncentrerades produktionen av koncernens tidningar i Västmanland hos VLT Press i Stenby när Sala Allehanda, Avesta Tidning och Fagersta-Posten började tryckas där och lämnade Sala. Tryckeriet Sala fortsatte med beställningstryck innan det avvecklades mot slutet av 1996. Under 1994 såldes arktryckeriet och VLT Press fokuserade helt på rulloffset.
År 2005 uppgick VLT Press i V-Tab. Tryckeriet i Västerås fortsatte trycka tidningar för systerbolaget Promedia. Tryckningen av Nerikes Allehanda och Norrtelje Tidning flyttades till Västerås när tidningstryckerierna på dessa tidningars orter lades ner. I samband med att koncernen Liberala Tidningar i Mellansverige upphörde fick dock tidningarna och tryckerierna olika ägare. Vid utgången av år 2019 gick V-Tabs uppdrag för Mittmedia ut. Mittmedia tryckte då åtta titlar i Västerås. Detta ledde till att tryckeriet i Västerås lades ner i början av år 2020. Tryckningen flyttades till Bonniers egna tryckerier, Bold Printing Stockholm i Kista och Bold Printing Mitt i Falun.

## Andra verksamheter

### TV
Under 1982 på började en satsning på videoproduktion som under 1983 utvecklades till VLT Video och Västerås Vision med studio i Köping. VLT Video blev ett eget bolag 1985. År 1988 köptes produktionsbolaget Nord Art Production. De båda bolagen gick samman under namnet VLT Nord Art. Nord Art såldes till medarbetarna den 1 januari 1997.
VLT ägde 36 procent av TV Bergslagen vid starten den 1 november 1993, vilket några år senare ökade till 49 procent. Under 1994 investerade VLT även i TV Uppland och under 1995 köptes en större andel i TV Jämtland. Under 1997 avvecklades ägande i TV Uppland och TV Jämtland. Ägandet i TV4 Bergslagen avvecklades år 2001.

### Radio
Under 1990-talet ägde VLT en del av den finländska radiostationen Classic Radio. Detta ägande avvecklades 1995.
Man ägde även 49 procent av radiostationen Radio 106,1. Från 1995 ägde man även del av RadioHästen i Mora (Megapol Dalarna).

### Övrigt
Fram till 1990 var VLT engagerat i Copy Consult, som hyrde ut kopieringsmaskiner.

## Ledning
Under huvuddelen av företagets historia var chefredaktören för Vestmanlands Läns Tidning även vd för VLT-koncernen. Detta ändrades 1996 och från 1 december 1996 var Lennart Foss vd för företaget. Foss lämnade i början av 2007 och ersattes av Nils Engström. Under 2008 var Johan Färnstrand vd för VLT AB och Promedia.

## Källhänvsiningar
1. ↑  Anders Yngve Pers i Svenskt biografiskt lexikon
2. ↑  "Säljer sitt blad", Svenska Dagbladet, 22 januari 1970
3. 1 2 3 4  SOU 1988:48 Reformerat presstöd, s. 38
4. ↑  Årsredovisning 1 oktober 1975–30 september 1976 Arkiverad 19 september 2020 hämtat från the Wayback Machine., Vestmanlands Läns Tidnings AB
5. ↑  Tidningskoncernerna blir allt mäktigare, Svenska Dagbladet, 12 juni 1981
6. ↑  Årsredovisning 1981 Arkiverad 19 september 2020 hämtat från the Wayback Machine., Vestmanlands Läns Tidnings AB
7. 1 2  Årsredovisning 1982 Arkiverad 18 september 2020 hämtat från the Wayback Machine., Vestmanlands Läns Tidnings AB
8. ↑  Utbudskursen låg för VLT-aktien, Svenska Dagbladet, 30 april 1985
9. 1 2  Årsredovisning 1985 Arkiverad 18 september 2020 hämtat från the Wayback Machine., VLT AB
10. 1 2 3 4 5  SOU 1994:145 Ägarkoncentration i dagspress och radio/TV fem promemorior och diskussionsinlägg : rapport från Pressutredningen -94, s. 109
11. ↑  Årsredovisning 1987 Arkiverad 18 september 2020 hämtat från the Wayback Machine., VLT AB
12. 1 2 3  Årsredovisning 1994 Arkiverad 18 september 2020 hämtat från the Wayback Machine., VLT AB
13. 1 2 3 4 5 6  Årsredovisning 1995 Arkiverad 18 september 2020 hämtat från the Wayback Machine., VLT AB
14. 1 2 3 4 5  Årsredovisning 1996 Arkiverad 18 september 2020 hämtat från the Wayback Machine., VLT AB
15. ↑  Årsredovisning 2000 Arkiverad 18 september 2020 hämtat från the Wayback Machine., VLT AB
16. ↑  Delägare vill ta över VLT, Journalisten, 31 augusti 2004
17. ↑  Kontroll överstigande 50% i VLT uppnått, VLT AB, 7 september 2004
18. ↑  VLT förvärvar Centertidningar tillsammans med tre andra medieföretag, VLT AB, 25 oktober 2005
19. ↑  VLT säljer tidningen IB/Motorsport, VLT AB, 19 december 2006
20. ↑  VLT Press vd till VTAB:s ledning, Medievärlden, 22 november 2005
21. ↑  VLT-aktien byter marknadsplats till First North, VLT AB, 11 augusti 2006
22. ↑  Pressrelease från Rubrik Media i Stockholm AB, VLT AB, 29 september 2006
23. ↑  Stampen stärker greppet om VLT Arkiverad 31 december 2018 hämtat från the Wayback Machine., TTELA, 21 januari 2007
24. ↑  VLT blir dotterbolag till Stampen, Resumé, 22 januari 2007
25. ↑  Stampen lägger VLT och NA i nytt bolag, Dagens Media, 20 april 2007
26. ↑  Strukturaffärer stärker lokaltidningarna i Sverige, Stampen, 20 april 2007 alternativ länk
27. ↑  Liberala Tidningar – namnet på nya storkoncernen i Stampen, Journalisten, 20 april 2007
28. ↑  VLT i gemensamt initiativ för stärkt regional struktur, VLT AB, 20 april 2007
29. ↑  Klartecken för samgåendet mellan VLT och Nerikes Allehanda, VLT AB, 3 juli 2007
30. ↑  BESLUT, 2007-06-29, Dnr 311/2007 Arkiverad 31 december 2018 hämtat från the Wayback Machine., Konurrensverket
31. ↑  Kommuniké från årsstämma i VLT AB (publ) den 23 maj 2007, VLT AB, 23 maj 2007
32. ↑  Nytt avtal mellan Stampen och VLT, Resumé, 1 augusti 2008
33. ↑  Uppgörelse med större minoritetsägare i VLT AB Arkiverad 14 juli 2018 hämtat från the Wayback Machine., VLT AB, 1 augusti 2008
34. ↑  Några värderingsfrågor vid tvångsinlösen av minoritetsaktier, Viktor Wihlstrand, examensarbete
35. ↑  Påkallande av inlösen av minoritetsägarnas aktier i VLT AB, VLT AB, 29 september 2008 alternativ länk Arkiverad 20 september 2020 hämtat från the Wayback Machine.alternativ länk
36. ↑  Sista dag för notering av VLT AB:s B-aktie på First North, VLT AB, 8 oktober 2008 alternativ länk Arkiverad 20 september 2020 hämtat från the Wayback Machine. 2
37. ↑  VLT AB ansöker om konkurs, Vestmanslands Läns Tidning, 6 juli 2016
38. ↑  Vestmanlands Läns Tidnings AB, Svenska Dagbladet, 25 november 1965
39. ↑  Årsredovisning 1 oktober 1971–30 september 1972 Arkiverad 19 september 2020 hämtat från the Wayback Machine., Vestmanlands Läns Tidnings AB
40. ↑  Årsredovisning 1986 Arkiverad 18 september 2020 hämtat från the Wayback Machine., VLT AB
41. ↑  Årsredovisning 1989 Arkiverad 18 september 2020 hämtat från the Wayback Machine., VLT AB
42. 1 2  Årsredovisning 1990 Arkiverad 19 september 2020 hämtat från the Wayback Machine., VLT AB
43. 1 2 3  Årsredovisning 1991 Arkiverad 19 september 2020 hämtat från the Wayback Machine., VLT AB
44. ↑  V-Tab tappar tryckuppdraget för MittMedia, Dagens Arbete, 21 maj 2019
45. ↑  95 varslas när V-Tab lägger ner i Västerås, Dagens Arbete, 4 juni 2019
46. ↑  Årsredovisning 1983 Arkiverad 18 september 2020 hämtat från the Wayback Machine., VLT AB
47. ↑  Årsredovisning 1988 Arkiverad 18 september 2020 hämtat från the Wayback Machine., VLT AB
48. 1 2  Årsredovisning 1993 Arkiverad 18 september 2020 hämtat från the Wayback Machine., VLT AB
49. ↑  Årsredovisning 1997 Arkiverad 18 september 2020 hämtat från the Wayback Machine., VLT AB
50. ↑  TV4 köper TV4 Bergslagen, TV4, 19 december 2001 alternativ länk
51. ↑  Nils Engström ny VLT AB-vd från måndag, Medievärlden, 5 februari 2007
52. ↑  VLT tar vd från kaffebranschen, Dagens Media, 17 mars 2008
53. ↑  Johan Färnstrand blir ny VD i VLT AB, VLT AB, 17 mars 2008